# Гробница орлов
Гробница орлов, или Орлиная гробница, — камерная гробница эпохи неолита. Находится на скалистом утёсе в Исбистере на юго-востоке острова Саут-Роналдсей, Оркнейские острова. Впервые памятник исследовал Рональд Саймисон (Ronald Simison) в 1958 году, а в 1976 г. он провёл здесь раскопки. По его следам более подробные раскопки провёл Джон Хеджес (John Hedges), который составил технический отчёт и написал книгу о данном памятнике. Именно благодаря книге Хеджеса название памятника утвердилось в обиходе.
В гробнице и её окрестностях обнаружено 16 тыс. человеческих, а также 725 птичьих костей; последние в основном относились к орлану-белохвосту (всего от 8 до 20 птиц). Первоначально орланов относили ко времени сооружения гробницы, позднейший анализ показал, что они умерли около 2450—2050 г. до н. э., то есть на тысячу лет позже. Это подтверждает выдвинутую ранее гипотезу о том, что оркнейские гробницы могли использоваться многими поколениями местных жителей. Гимбутас пишет, что птиц ловили в силки и приносили в жертву богине смерти.